# Calafia brevicornis
Calafia brevicornis is een pissebed uit de familie Stenetriidae. De wetenschappelijke naam van de soort is voor het eerst geldig gepubliceerd in 1983 door Carvacho.